# 沙尔利-奥拉杜尔
沙尔利-奥拉杜尔（法語：Charly-Oradour，法語發音：[ʃaʁli ɔʁaduʁ]）是法国摩泽尔省的一个市镇，属于梅斯区。

## 地名
该市镇原名“沙尔利”（Charly）。为纪念格拉讷河畔奥拉杜尔大屠杀，1950年8月，市议会将市镇名更改为“沙尔利-奥拉杜尔”（Charly-Oradour）。

## 地理
沙尔利-奥拉杜尔（49°10'28"N, 6°14'22"E）面积6.77 平方千米，位于法国大東部大區摩泽尔省，该省份为法国东北部内陆省份，是洛林的一部分，西南接默尔特-摩泽尔省，东临下莱茵省，北与卢森堡和德国接壤。
与沙尔利-奥拉杜尔接壤的市镇（或旧市镇、城区）包括：昂蒂利、阿尔冈西、雪勒、法伊、马尔鲁瓦、桑里莱维日、瓦尼。
沙尔利-奥拉杜尔的时区为UTC+01:00、UTC+02:00（夏令时）。

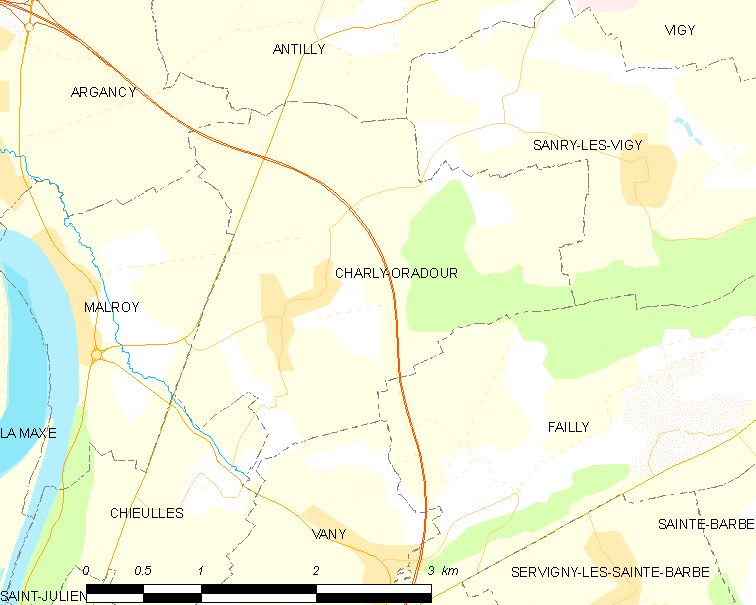
沙尔利-奥拉杜尔的OSM定位图

## 行政
沙尔利-奥拉杜尔的邮政编码为57640，INSEE市镇编码为57129。

## 政治
沙尔利-奥拉杜尔所属的省级选区为梅斯地区县。

## 人口

1962-2008年间沙尔利-奥拉杜尔人口变化图示

沙尔利-奥拉杜尔于2022年1月1日时的人口数量为793人。